# デリリアス・ノマッド
『デリリアス・ノマッド』（Delirious Nomad）は、アメリカ合衆国のヘヴィメタル・バンド、アーマード・セイントが1985年に発表した2作目のスタジオ・アルバム。

## 背景
過去にオジー・オズボーンやY&T等の作品を手がけてきたマックス・ノーマンがプロデューサーに起用された。収録曲のうち「ユーアー・ネヴァー・アローン」と「リリースド」は純粋な新曲ではなく、ジョン・ブッシュによれば1981年から1982年頃に作られた曲だという。
本作のリリース前に、オリジナル・メンバーの一人であるフィル・サンドバルがバンドを脱退した。

## 反響・評価
アメリカでは、1986年2月22日付のBillboard 200で最高108位を記録した。Eduardo Rivadaviaはオールミュージックにおいて5点満点中4点を付け、音作りに関して「メタル界のトップ・プロデューサーであるマックス・ノーマンの起用は、パズルの最後のピースとなった」と称賛する一方、全体像に関しては「前作よりも洗練され、確信に満ちた作品である一方、前作ほどの活力や勢いはなく、作り込みすぎた感すらある」評している。

## 収録曲
1. ロング・ビフォー・アイ・ダイ "Long Before I Die" – 2:47
  - 作詞：ジョン・ブッシュ／作曲：ジョーイ・ヴェラ
2. ナーバス・マン "Nervous Man" – 3:59
  - 作詞：ジョン・ブッシュ／作曲：デイヴ・プリチャード、ジョーイ・ヴェラ
3. オーヴァー・ジ・エッヂ "Over the Edge" – 4:50
  - 作詞：ジョン・ブッシュ、フィル・サンドバル／作曲：フィル・サンドバル、ゴンゾ・サンドバル
4. ザ・ラフ "The Laugh" – 4:18
  - 作詞：ジョン・ブッシュ／作曲：デイヴ・プリチャード、ジョーイ・ヴェラ
5. 征服者 "Conqueror" – 4:28
  - 作詞：ジョン・ブッシュ／作曲：デイヴ・プリチャード、ジョン・ブッシュ
6. フォー・ザ・セーク "For the Sake of Heaviness" – 4:22
  - 作詞：ジョン・ブッシュ、ジョーイ・ヴェラ／作曲：デイヴ・プリチャード、ジョーイ・ヴェラ
7. アフターマス "Aftermath" – 5:31
  - 作詞：ジョン・ブッシュ／作曲：ジョーイ・ヴェラ、フィル・サンドバル
8. イン・ザ・ホール "In the Hole" – 3:50
  - 作詞：ジョン・ブッシュ／作曲：デイヴ・プリチャード
9. ユーアー・ネヴァー・アローン "You're Never Alone" – 4:37
  - 作詞：ジョン・ブッシュ／作曲：フィル・サンドバル
10. リリースド "Released" – 3:03
  - 作詞：ジョン・ブッシュ／作曲：フィル・サンドバル

### 2011年リマスターCDボーナス・トラック
1. "The Laugh (Demo)" – 4:53
  - 作詞：ジョン・ブッシュ／作曲：デイヴ・プリチャード、ジョーイ・ヴェラ
2. "You're Never Alone (Rough Mix)" – 5:55
  - 作詞：ジョン・ブッシュ／作曲：フィル・サンドバル

## 参加ミュージシャン
- ジョン・ブッシュ - ボーカル
- デイヴ・プリチャード - ギター
- ジョーイ・ヴェラ - ベース、バックグラウンド・ボーカル
- ゴンゾ・サンドバル - ドラムス、パーカッション

アディショナル・ミュージシャン
- フィル・サンドバル - アディショナル・リズムギター、ワウ・ソロ